# ماركوس براون (مدير)
ماركوس براون (بالألمانية: Markus Braun)‏ هو مدير نمساوي، ولد في 1969 في فيينا في النمسا.